# بنو خزرون (سجلماسة)
للباحثين عن بنو خزرون في طرابس، طالع بنو خزرون (طرابلس)

بنو خزرون, سلالة بربرية زناتية مغراوية تعود لبني خزر، و تعد جزء من الدولة المغراوية, حكمت سجلماسة و أنهت دولة بني مدرار، و دخلت في تبعية الأمويين.

## تاريخ
مؤسس السلالة هو خزرون بن فلفول، و كان رجلا أمازيغيا من المغراوة من زناتة و كان من أعيان بنو خزر، عندما غزا بلكين بن زيري المغرب الأوسط, لجأ إلى المغرب الأقصى وراء نهر ملوية، و كما نعلم فإن بنو خزر على مذهب أهل السنة و يبايعون الدولة الأموية، و كان الحاجب المنصور يعتمد على قبائل زناتة في شؤون المغرب و يدعمهم و يفيض لهم العطاء. زحف خزرون مع المغراوة نحو سجلماسة عام 367هـ / 978، و اشتبك مع أميرها المعتز و هزمه و نهبه و أرسل رأسه لقرطبة أنهى دولة بنو مدرار و مذهب الخوارج في تلك المنطقة، و أسس امارة في سجلماسة و كانت أول امارة موالية للأمويين في المغرب الأقصى، فأقره الخليفة هشام المُؤَيَّد بالله و عقد له على سجلماسة و أعمالها، و عندما مات تولى ابنه وانودين بن خزرون.
و في عام 369هـ / 979 قام بلكين بن زيري بغزو لمغرب الأقصى، و استولى على سجلماسة و ضمها لأعماله، فعندما رحل عاد وانودين و استولى على سجلماسة ثانية و أخذ والي الزيريين و ماله، فأراد بلكين أن يعود له لكنه توفي عام 984، فاسترجع وانودين سجلماسة بشكل نهائي. و في عهده صعد فرد آخر من سلالة بنو خزر إلى السلطة و هو زيري بن عطية و تولى فاس تابعاً للأمويين، لكن حصلت بينهم مشاكل أدت ان يرسل المنصور ابنه عبد الملك لضبط الأمور، فنجح في عمله و استولى على فاس عام 388هـ / 998، و فر جميع بني خزر إلى الصحراء و منهم وانودين الذي تم استبداله بحميد بن يصلتن المكناسي، و لكن بعد ذلك طلب وانودين و ابن أخيه فلفل بن سعيد و غيرهم الأمن من عبد الملك بن المنصور، فأمنهم و أعاد لوانودين حكمه مقابل خراج محدد و عدد كبير من الخيول و الدرق (درع من الجلد فقط دون خشب) سنويّاً، و في عام 390هـ / 999 أصبح بنو خزرون مستقلين ذاتيا مع الاستمرار في مبايعة الأمويين، و بعدما رجع زيري بن عطية لتبعية الأمويين أقره المظفر بن المنصور باستثناء سجلماسة التي ابقاها لبنو خزرون، و بعد سقوط الخلافة الأموية و ظهور دول الطوائف استقل تماما و أضاف لحكمه منطقة درعة. و لم يعجب ذلك أمير مغراوة و زعيمها الأكبر زيري بن عطية، فحاول غزو سجلماسة عام 407هـ / 1017 لكنه هُزم و ضم وانودين إلى ملكه جميع قصور نهر ملوية بالاضافة لمنطقة صبرون أو صفروي قرب فاس و ولى عليهم من آل بيته، ثم عندما مات ورثه ابنه مسعود بن وانودين.
و لا يوجد معلومات كثيرة حول فترة حكم مسعود، لكن انتشر الجور و الظلم و استقوى بنو خزرون على الناس و فرضوا غرامات و مكوس ثقيلة جدا، فبدأ المرابطون تحركهم بغزوهم درعة عام 445هـ / 1054 حيث أغاروا على الإبل التي يمتلكها مسعود و كان يصل عددها 50 ألف، فذهب مسعود ليدافع عن ثروته لكنه قُتل، ثم دخل الملثمون سجلماسة و قتلوا المغراويين و ألغوا الضرائب المجحفة و اقتصوا من الصدقات و أصلحوا أحوال المدينة و ألغوا المنكرات ثم عادوا إلى الصحراء، و في عام 455هـ / 1062 غزا المرابطون صبرون و قتلوا أبناء وانودين و ما تبقى من المغراوة، و أخيرا فتحوا حصون ملوية سنة 463هـ / 1071 مسقطين آخر معاقل آل وانودين، و بهذا انتهت دولة بنو خزرون بسجلماسة، و البقاء لله وحده.

## الحكام
- خزرون بن فلفول (978-979)
- وانودين بن خزرون (979-?)
- مسعود بن وانودين (?-1054)
- استمرت السلالة في حكم مناطق مختلفة إلى ان سقطت آخر معاقلها سنة 1071